# Tempio di Roma e Augusto (Ostia)
Il Tempio di Roma e di Augusto era un tempio dedicato alla dea Roma e all'imperatore divinizzato Augusto, che si trovava sul lato meridionale del Foro della città romana di Ostia.

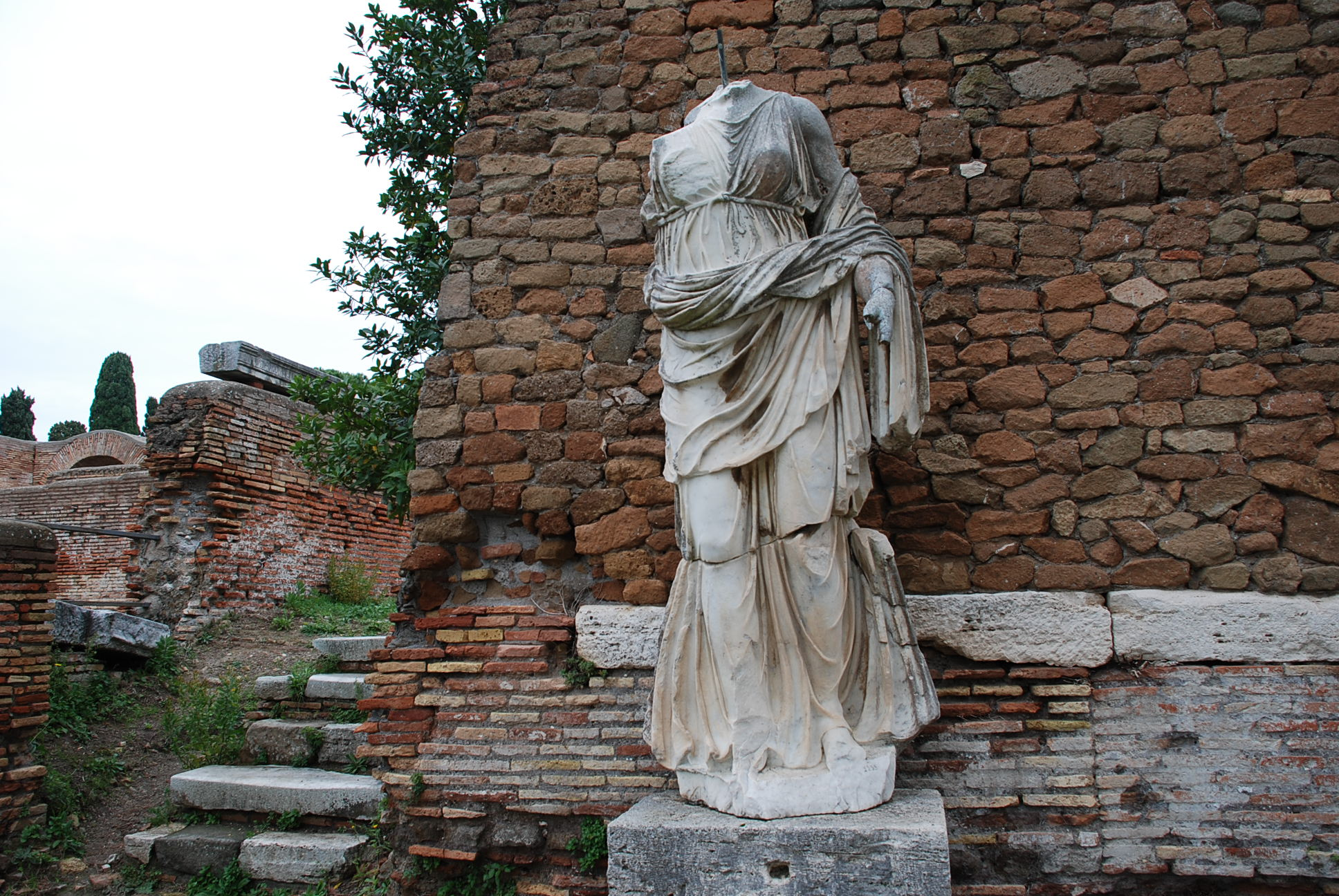
Statua della Vittoria

## Descrizione
Il tempio fu scoperto durante gli scavi condotti tra il 1921 e il 1923 da Guido Calza, ma di questa scoperta ne fu data notizia solo nel 1929.
Il tempio eretto durante la prima parte del regno del successore di Augusto Tiberio (14-37 d.C.), e  dedicato alla dea Roma e all'imperatore divinizzato Augusto, si affaccia sul Foro opposto al Capitolium adrianeo.
Del tempio, che si ipotizza fosse alto 16 metri e che doveva essere ricoperto di marmi, si sono conservati resti di corridoi e piccole stanze sotterranee edificati in opus reticulatum, oltre alla statua della Vittoria in volo, che probabilmente si trovava sul colmo del tetto.
La cella era accessibile tramite scale laterali, probabilmente perché la parte anteriore del tempio era usata come piattaforma per parlare da araldi, oratori o giudici. Durante il regno di Adriano furono costruiti due archi in mattoni su entrambi i lati dell'estremità meridionale del tempio. Questi consentivano il passaggio solo ai pedoni.

## Iscrizioni
Da un'iscrizione (EDR146341), conservata nel Lapidario Profano ex Lateranense al Vaticano, si ricava come il tempio fosse utilizzato anche per le riunioni dei decurioni, i funzionari che amministravano la città di Ostia:
```
in
 
latino
 
In aede Romae et Augusti placuit ordini decurionum ...
, "Nel tempio di Roma e Augusto piacque all'ordine dei decurioni..."
```